# الانتقام حبا (فلم)
الانتقام حبا فيلم سوري بطولة سعد الدين بقدونس وغادة الشمعة وأديب قدورة وسهام إبراهيم واخراج وديع يوسف وإنتاج هيئة صناعة السينما في دمشق. أنتج عام 1983